# وادي الرغاية
وادي الرغاية، هو أحد الوديان الأكثر أهمية بالنسبة لولاية الجزائر، على طول 17,13 كيلومترا إلى الشرق من الجزائر العاصمة ويقع مصبه بالتحديد ما بين بلدية الرغاية وبلدية هراوة، وهو من أطول الوديان العاصمية والأكثر تدفقا. ينبع من جبال الأطلس التلي والخشنة في جوار بلدية قدارة بولاية بومرداس ليمر عبر ولاية الجزائر قبل أن يصب مياهه في بحيرة الرغاية قرب غابة الرغاية ثم في البحر الأبيض المتوسط.

## وصف
يقع منبع وادي الرغاية على مستوى وادي بن عمار في بلدية قدارة ضمن جبال الخشنة على ارتفاع 500 متر عن مستوى سطح البحر الأبيض المتوسط.
ويستمر مسار هذا المجرى المائي منحدرا بصورة طبيعية نحو بحيرة الرغاية مع تشعبه على مستوى إقليم بلدية الرغاية ليعطي ثلاثة وديان هي:
1. وادي الأبيار.
2. وادي قصبية.
3. وادي جاقن.

ويفصل وادي الرغاية ما بين بلديتَيْ الرغاية وهراوة ليشكل مصبا له عبر مستجمع مائي مساحته ما بين 75 و88 كيلومترا مربعا ومحيطه قدره 42 كيلومترا.

## جيولوجيا
يتموضع موقع وادي الرغاية على مستوى الحدود الجيولوجية الشرقية من تقعر متيجة.
وقد تم إنشاء هذه المنطقة عبر بروز مرتفعات جراء حركات تصاعدية أخرجت قطعا من الصخور البركانية والحجارة الملساء التي تم اقتلاعها من الأطلس البليدي لتنتشر في كامل سهل متيجة.
وتم تشكيل سطوح كثبانية على مستوى ساحل البحر الأبيض المتوسط راجعة إلى انسحاب مياه البحر تاركة وراءها أرضيات متماسكة.
وتتميز ضفاف وادي الرغاية في الشَّمال بكونها ذات درجة انحدار كبيرة.
فقد كانت فترة البليوسين كافية لإبراز انزلاقات على مستوى ضفاف وادي الرغاية ساهمت في تشكيل صخور ترسبية ذات لون أزرق أثناء مرحلة البياشنزي.
وتمثلت الترسبات داخل قاع مجرى وادي الرغاية في رمل رقيق رمادي، وحصى، وحجارة ملساء، وذلك وفق سُمك قدرُه بضعة أمتار.

## المنبع الرئيسي
ينبع «وادي الرغاية» في غرب بلدية قدارة بولاية بومرداس على بُعد مستقيم مباشر مقداره 14.34 كـم (8.910 ميل) عن مصبه في البحر الأبيض المتوسط ضمن ساحل ولاية الجزائر.
ويقع هذا المرتفع ضمن جبال الأطلس التلي والخشنة التي تتوسط ولايات المدية والبويرة والبليدة وبومرداس.

## المسار
يمر «وادي الرغاية» عبر ولايتين جزائريتين ساحليتين.
| رقم | ولاية بومرداس | ولاية الجزائر |
| --- | ------------- | ------------- |
| 01  | قدارة         | الرغاية       |
| 02  | خروبة بودواو  | هراوة         |
| 03  | أولاد موسى    |               |
| 04  | خميس الخشنة   |               |
| 04  | أولاد هداج    |               |

## المسطحات المائية
يتقاطع «وادي الرغاية» مع العديد من المسطحات المائية أثناء عبوره الولايتين الجزائريتين.
| رقم | ولاية بومرداس | ولاية الجزائر |
| --- | ------------- | ------------- |
| 01  | سد قدارة      | بحيرة الرغاية |

## الطرق الوطنية
يتقاطع «وادي الرغاية» مع العديد من الطرق الوطنية أثناء عبوره الولايتين الجزائريتين.
| رقم | ولاية بومرداس        | ولاية الجزائر        |
| --- | -------------------- | -------------------- |
| 01  | الطريق الوطني رقم 29 | الطريق الوطني رقم 5  |
| 02  | الطريق الوطني رقم 5  | الطريق الوطني رقم 11 |
| 03  | الطريق الوطني رقم 11 | الطريق الوطني رقم 24 |

## محطات القطار

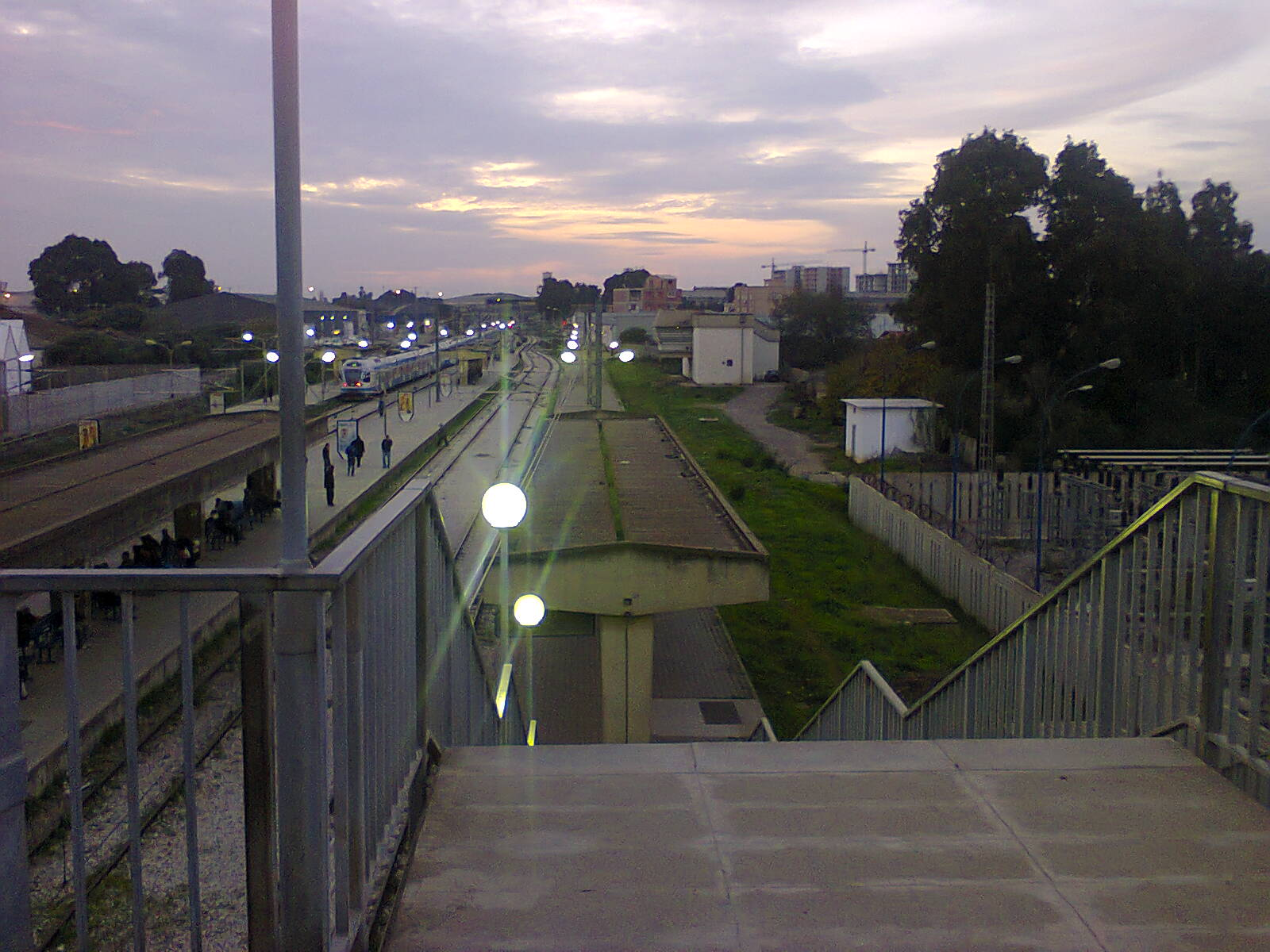
محطة قطار الرغاية

يتقاطع «وادي الرغاية» مع بعض محطات القطار أثناء عبوره.
| رقم | ولاية بومرداس    | ولاية الجزائر     |
| --- | ---------------- | ----------------- |
| 01  | محطة قطار بودواو | محطة قطار الرغاية |

## المصب
يقع مصب «وادي الرغاية» ما بين بلديتَيْ الرغاية وهراوة ضمن ولاية الجزائر قرب «حي الصومام».
ويشكل مسار هذا الوادي خطا حدوديا فاصلا ما بين هاتين البلديتَيْن العاصميتين إلى غاية مصبه في البحر الأبيض المتوسط ضمن ساحل ولاية الجزائر.

## موقع المصب
يقع «مصب وادي الرغاية» ما بين بلديتي الرغاية وهراوة، غير بعيد عن مصب وادي بودواو ووادي الحميز.
وهذا الموقع الرائع إلى الشرق من مصب وادي الحراش وشاطئ الصابلات، يجعل منه موقعا استراتيجيا قريبا من خط سكة الحديد من الحراش إلى الرغاية.
يقع «مصب وادي الرغاية» على بُعد مستقيم قدره 26 كلم إلى الشرق من قصبة الجزائر، ويطل على البحر الأبيض المتوسط.
ويقع هذا المصب في الرغاية وهراوة.

## التلوث
يتميز وادي الرغاية بكون تلوث مياهه بمادة ثنائي كلورو ثنائي فينيل ثلاثي كلورو الإيثان يصل إلى عتبة تركيز مقدارها 1 600 بيكوغرام في اللتر.
وقد تم التأكد من ذلك على مستوى الترسبات البحرية عند مصب وادي الرغاية.
وقد تمت معاينة تركيز منخفضة لأنواع أخرى من المبيدات الحشرية ذات التركيب العضوي الكلوري مثل الليندان، والهيبتاكلور، والألدرين، والديالدرين، والأندوسوفلان.
أما قيم تركيز الماء الأكسيجيني التي تم قياسها خلال العام 2004م على مستوى وادي الرغاية، فقد مكنت من معرفة العتبات الدنيا من التلوث في هذا المجرى المائي عبر ملاحظة وجود تركيز مقداره 7 ميلغرام في اللتر داخل قاع المجرى.
وبالنسبة إلى التشتت العشوائي لمادة النترات في هذا المجرى المائي، فقد أدى إلى ارتفاع تركيزه إلى متوسط 1,94 ميكروغرام في اللتر.

## الهيئات المجاورة

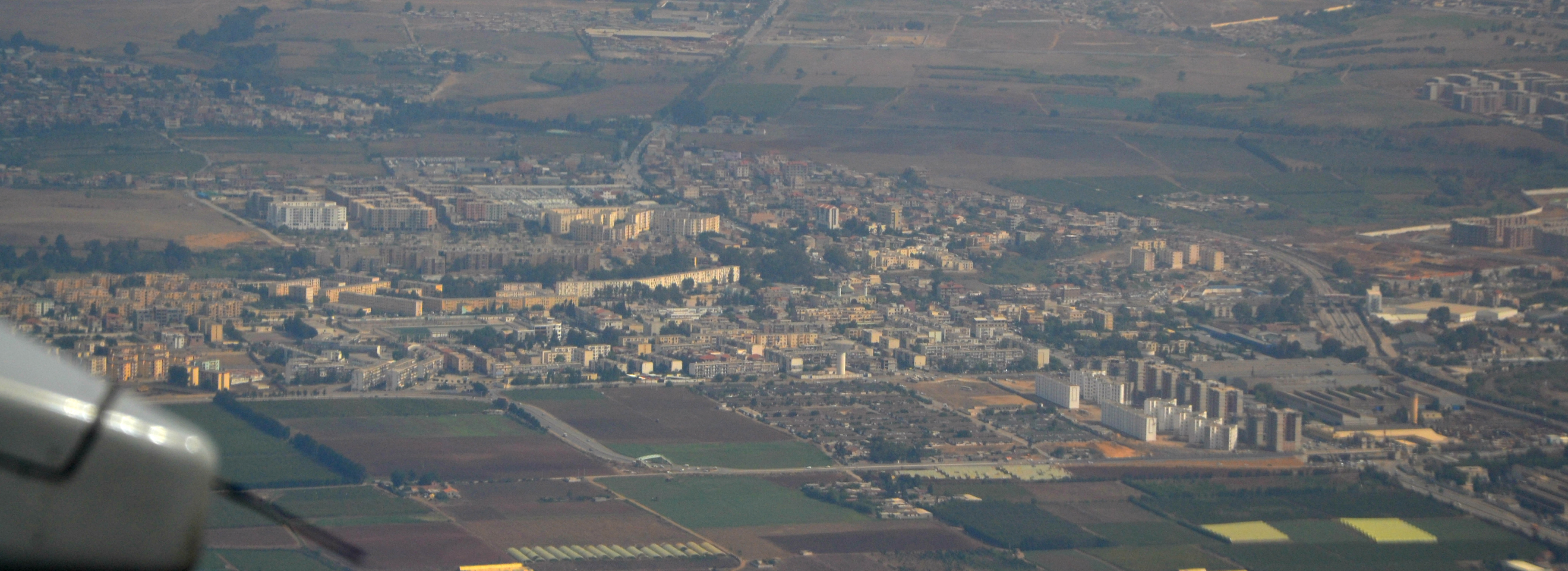
المستجمع المائي لوادي الرغاية
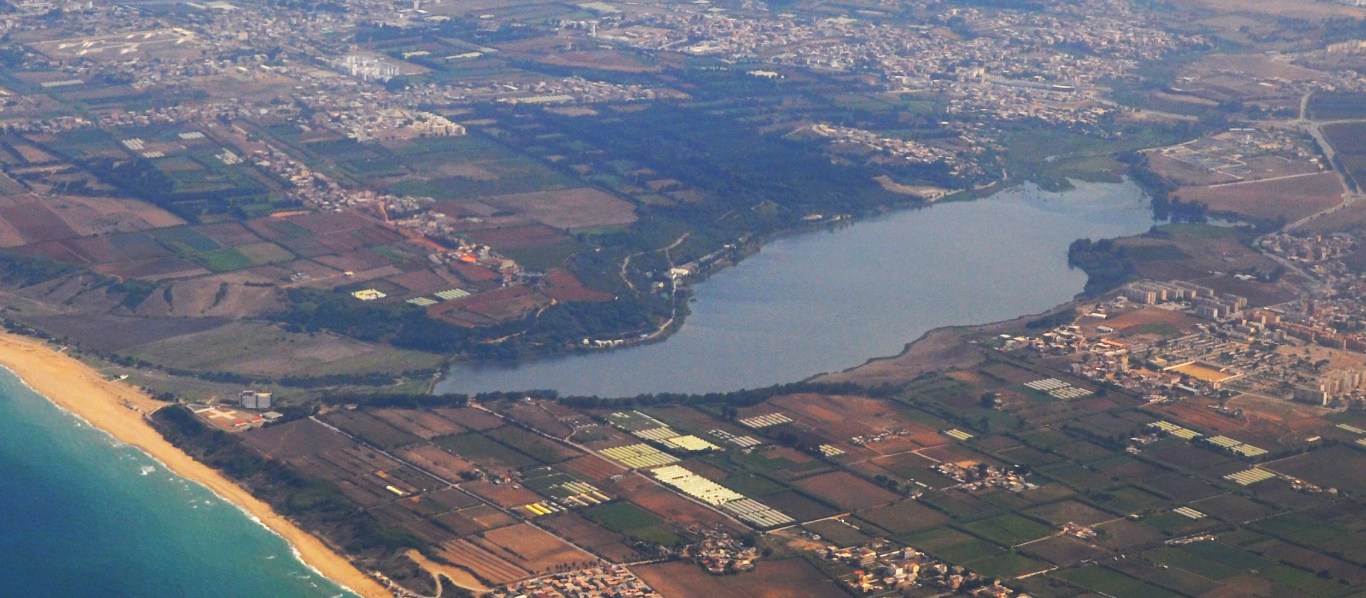
بحيرة الرغاية
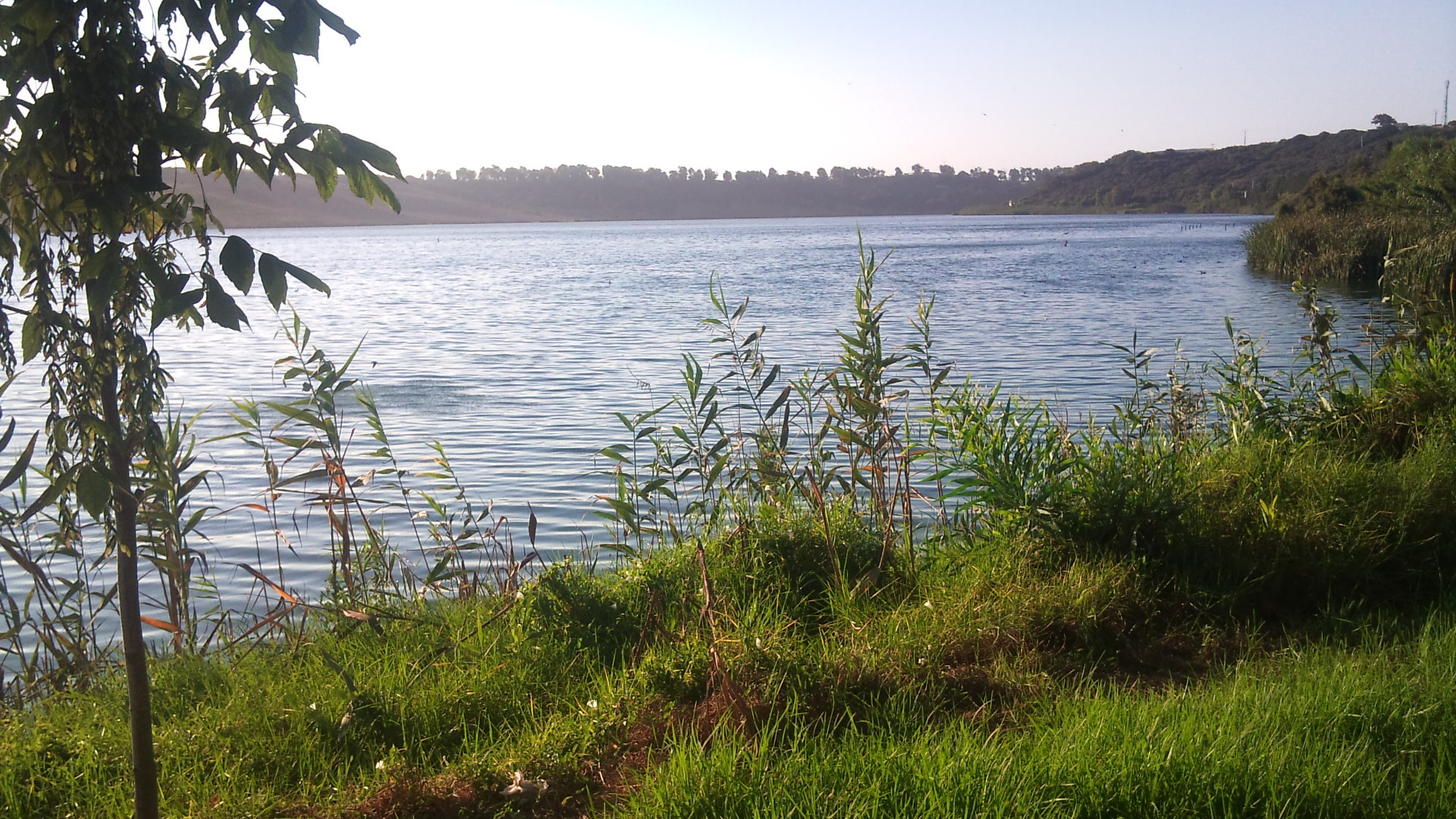
بحيرة الرغاية
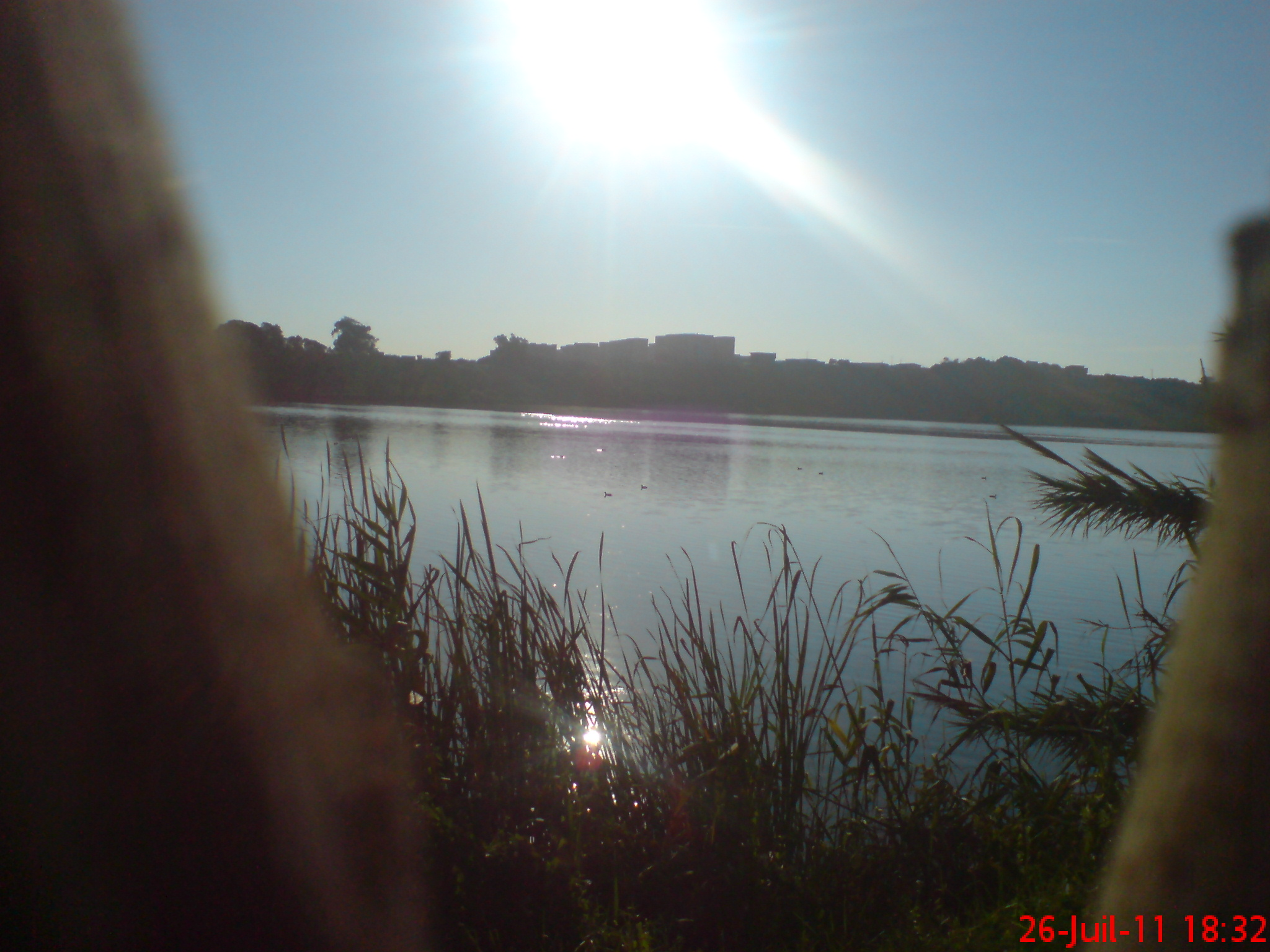
بحيرة الرغاية
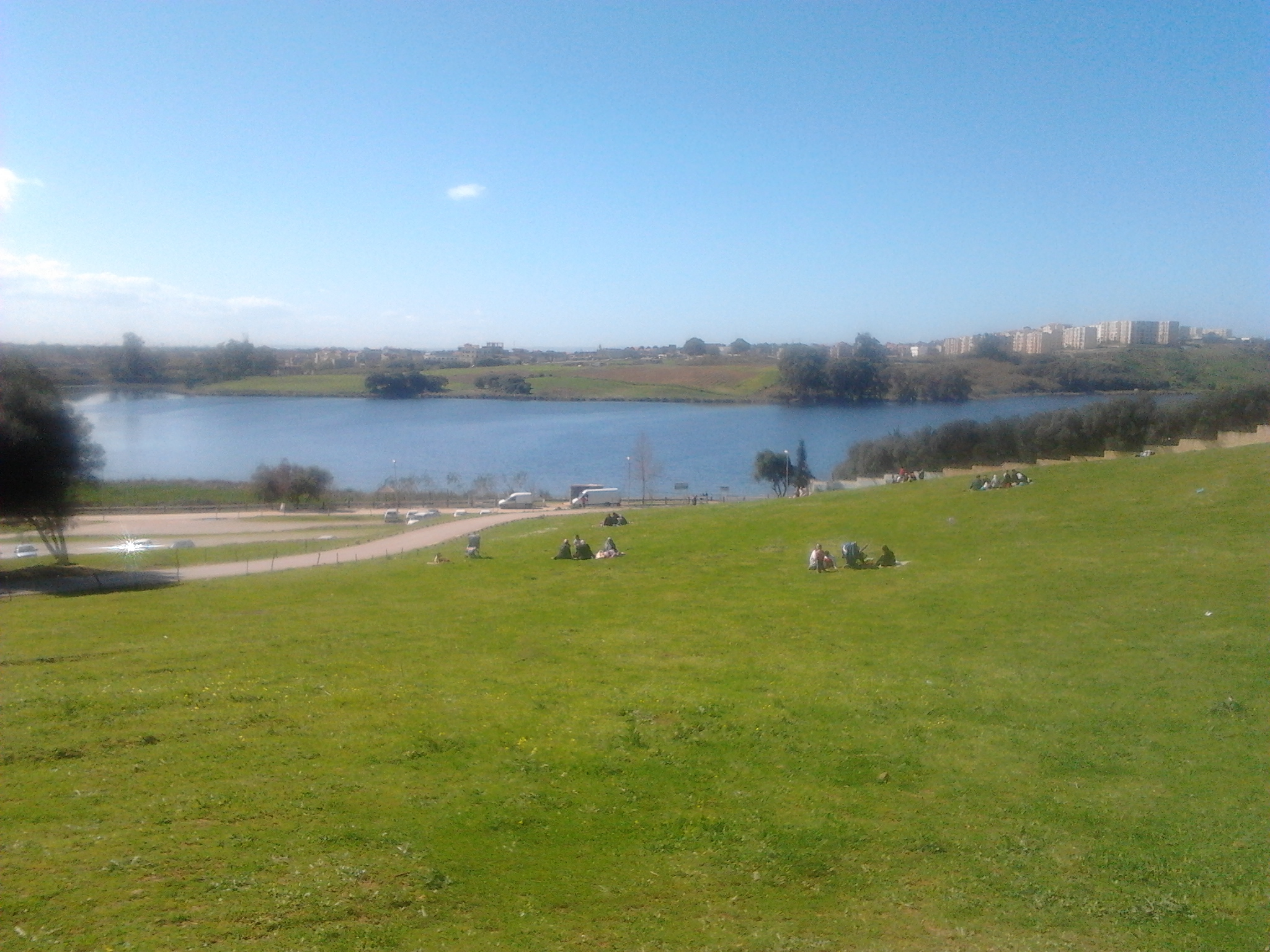
تصوير جوي لبحيرة الرغاية
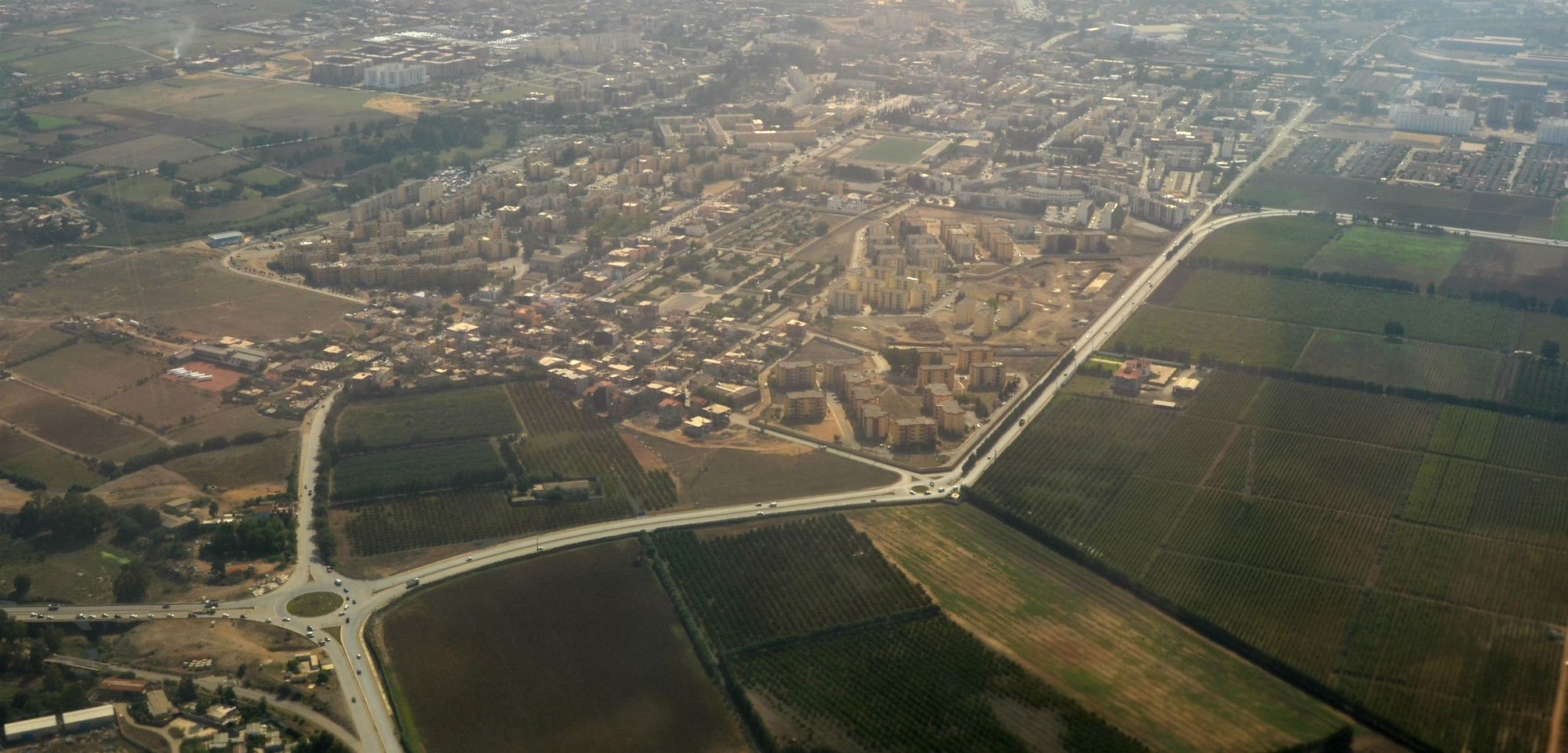
الطريق الوطني رقم 5
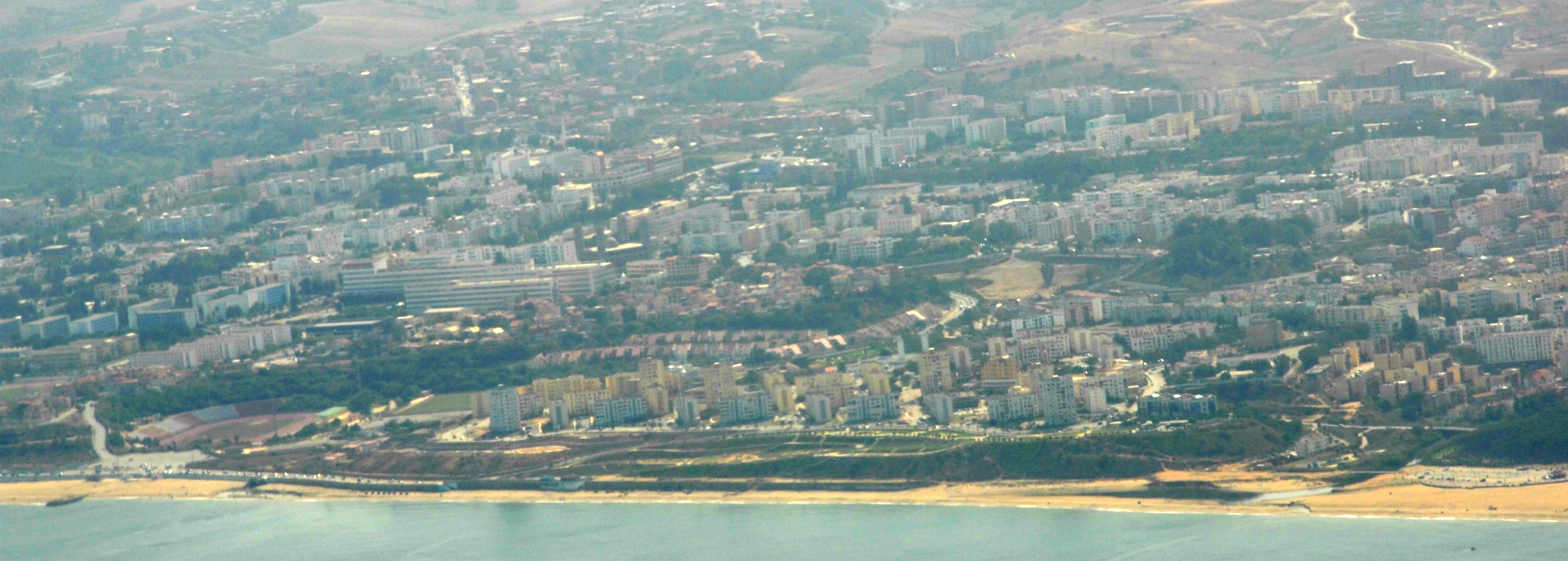
الطريق الوطني رقم 24

### مواضيع ذات صلة
- المجاري المائية في الجزائر
- قائمة أنهار الجزائر
- وزارة الموارد المائية الجزائرية
- نظام مائي للوديان
- نظام مطري للوديان
- الأطلس التلي
- الخشنة
- متيجة
- منطقة القبائل
- زواوة
- ولاية الجزائر
- ولاية بومرداس
- غابة الرغاية
- بحيرة الرغاية
- قائمة شواطئ الجزائر
- قائمة شواطئ العالم
- السياحة في الجزائر
- قائمة أهم المعالم السياحية في العالم

### فيديوهات
- وادي وبحيرة الرغاية على يوتيوب.
- بحيرة الرغاية على يوتيوب.
- شاطئ الرغاية على يوتيوب.
- حجرة بونطاح في خليج الرغاية على يوتيوب.
- شاطئ الرغاية على يوتيوب.

### وصلات خارجية
- وكالة حماية ساحل ولاية الجزائر
- وزارة الموارد المائية الجزائرية